# スリランカの仏教
スリランカの仏教（スリランカのぶっきょう）はスリランカ人口の約70%が信仰しており、2012年では1422万人の信徒を持つ。スリランカ憲法第9条において、仏教に「第一の地位」を与えると明記されている。しかし仏教が公的には国教ではないことは確かである。
南伝仏教とも呼ばれるスリランカの仏教は、分別説部（赤銅鍱部）の流れを汲み、パーリ語経典を奉じる上座部仏教と称する仏教であり、シンハラ人を中心に信仰を集める。ミャンマー・タイなど東南アジアに広まった上座部仏教は、このスリランカの仏教が起源である。
比丘サンガのシステムが堅持されており、出家者は比丘の戒律（具足戒）を守り、瞑想修行を通じて、涅槃への到達を目指す。北伝仏教の大乗仏教側からは、個人の覚りを優先する小乗仏教と呼ばれることもあったが、この語は蔑称である。
7歳を過ぎれば誰でも出家ができるが、多くの者は10歳前後に得度式を受けて剃髪し、十戒を授かってサーマネラ（沙弥）という見習僧になり、指導僧について修行して10年ほどたつと、ウパサンパダー（具足戒）を受けて正式な僧侶（比丘）になり、227戒の遵守が義務付けられる。出家そのものは誰にでも可能だが、シャム派は教団への加入をゴイガマ（農民）カーストに限定している。
一般の者（在家）は、不殺生（生き物を殺さない）、不窃盗（与えられないものをもらわない）、不邪淫（みだらな行為をしない）、不妄語（嘘をつかない）、不飲酒（酒類を飲まない）の五戒（パンチャ・シーラ）を守り、比丘サンガに帰依して、食事や日用品を寄進する布施（ダーナ）を通して功徳（ピン）を積む。一般の人々は、功徳積み（ピンカマ）によって、来世でよりよい地位に生まれ変わると信じている。

## 習慣

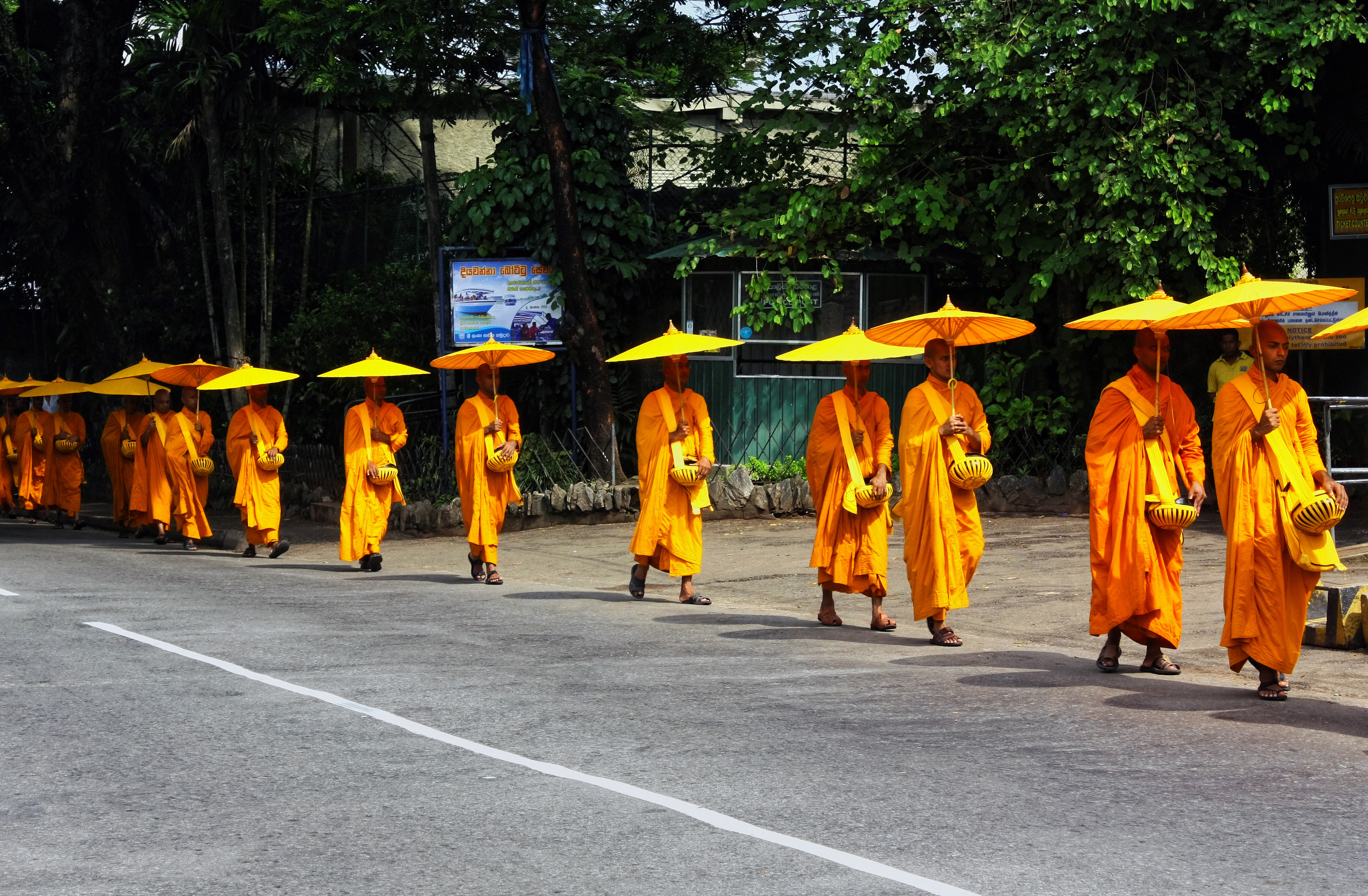

仏教徒は月に4回あるポヤ（上弦・満月・下弦・新月）の日には八戒を守って寺院（ヴィハーラ）に参詣し敬虔に過ごす。特に満月の日が重視され、寺院で僧侶の説教を聴いて功徳を積む。
5月の満月はウェサックといい、仏陀の生誕・成道・涅槃が達成された日として盛大に祝う。6月満月はポソンといい仏教の伝来を祝う。7月から8月のエサラ月からニキニ月にかけては、各地でペラヘラと呼ばれる祭りが行われ、特に旧王都の仏歯寺を中心に行なわれるキャンディ・エサラ・ペラヘラは盛大である。象の背中に、仏舎利やヒンドゥー教の神の象徴である武器を載せて巡行し、雨を祈ったり収穫に感謝する。現在では仏歯に対する祭祀であるが、祭りに仏歯が加わったのは1775年からで、以前はキャンディのヒンドゥー教の守護神であるナータ、ヴィシュヌ、カタラガマ、パッティニの神々を祀る祭祀であった。
現世利益はヴィシュヌ、カタラガマ、パッティニ、サマンなどの仏教寺院内に必ずあるヒンドゥー教の神々を祀る神殿（デーワーレ）で祈願するのである。また民家でも仏像とヒンドゥー神を同時に祭っている事が一般的な事であり、信者は両方にお参りすることが習慣化していて、日本のかつての神仏習合に似ている。
雨安居（7月満月－10月満月）の終了後のカティナ（僧衣寄進）や、葬式に際しては、僧侶はピリットという護呪経典を唱える儀礼を行い、信者は現世での安穏を得たり、死者の功徳転送を行う。
占星術が盛んであり、国の主要な行事や祝祭日の日時は占星術によって選定されるものも多く、僧の得度式などの日取りなども占星術の判断で決められる。
国家あるいは政治と仏教のつながりが強く、最高位の僧であるマハーナーヤカの就任は、スリランカ大統領が命じることになっている。新しい政権や国会議員は主要な仏教僧から祝福を受けることが慣例となっている。軍にはスリランカ陸軍仏教協会があり、仏教僧たちはスリランカ軍を祝福する儀礼も行う。

## 歴史

仏教のシルクロード伝播

### 伝来
仏教はインドからスリランカ（セイロン島）へ、紀元前3世紀に伝来したとされる。『ディーパワンサ』（島史、4－5世紀）や『マハーワンサ』（大史、6世紀初頭）などの年代記によれば、インドのアショーカ王の王子のマヒンダが、王都のアヌラーダプラの東方に聳えるミヒンタレー山で、デーワーナンピヤティッサ王と出会い、王が仏法に帰依したことに始まると伝承されている。紀元前247年の6月の満月の日であったとされる。王はアヌラーダプラにアヌラーダプラ大僧院（だいじ、Mahāvihāra, マハーヴィハーラ）を開き、そこで、分別説部の流れを汲む仏教（赤銅鍱部）が完成されていった。
現在でもアヌラーダプラには精舎のあとや多くの仏塔が遺跡となって残っており、アショーカ王の妹のサンガミッターが、インドのブッダガヤの菩提樹の分枝をもたらしたとされる聖なる菩提樹が崇拝されている。

### 確立

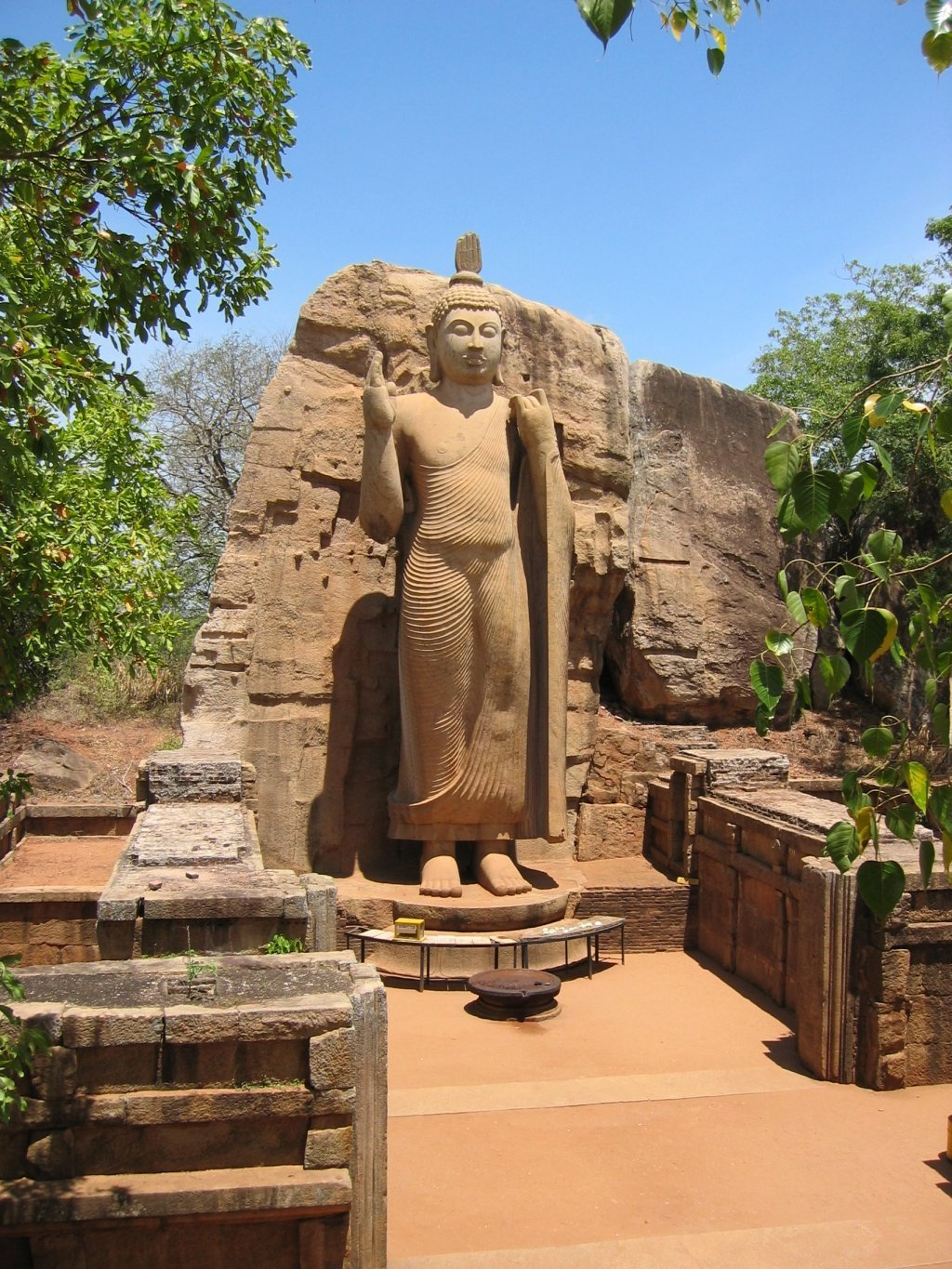
5世紀に建てられたアウカナ・ブッダ

その後、大寺派は紀元前1世紀から4世紀にかけて、スリランカにおける仏教のトップとしての地位を常に脅かされることとなる。紀元前89年、ワッタガーマニー・アバヤ王によって無畏山寺（むいざんじ、Abhayagirivihāra、アバヤギリ・ヴィハーラ）が開山されるが、この寺は大乗仏教を受け入れた無畏山寺派として大寺派と対峙した。また、両僧院の対立のなかから祇多林寺（ぎたりんじ、Jetavanavihāra、ジェータヴァナヴィハーラ）派が生まれ、三派鼎立の時代を迎える。
4世紀に、大寺派と、無畏山寺派の間で宗派間の争いがあり、それによって大寺派は破壊された。また無畏山寺派の僧侶たちも、結果的には島から追放されたと、マハーワンサ（大史）にある。
しかし、その後の法顕（337年 - 422年）の仏国記によれば、大寺派や無畏山寺派と呼ばれる僧団があったとある。
他の二派が大乗仏教や密教を受容していったのとは対照的に、大寺派では5世紀にインドから訪れた仏教学者・注釈者であるブッダゴーサ（仏音、覚音）が、パーリ語経典の全般に渡る注釈（アッタカター）や、『清浄道論』という論書を著すなどして立場をより強固に確立していった。
12世紀に入り、当時の王であったパラッカマバーフ1世によって、大寺派が正統と認められ、他の二派が弾圧されたことで、スリランカの仏教は再び大寺派に統一されることになった。
現在、スリランカでは大乗仏教は途絶え、寺院の遺跡が残るのみである。スリランカの各地には、ポロンナルワ、シーギリヤ、ダンブッラ、キャンディなど仏教に関わる遺跡や寺院が残り、世界遺産に登録されている所も多い。

### 伝播・復興
12世紀から13世紀にかけてスリランカから東南アジアに大寺派の仏教が伝来し、現在でもその伝統は根強く維持されている。
スリランカではその後、16世紀以降のポルトガル・オランダ・イギリスによる植民地化によって仏教が衰え、18世紀からタイやビルマの仏教を介して上座部仏教を復興した。現在は、
- シャム・ニカーヤ（シャム派、1753年設立）
- アマラプラ・ニカーヤ（アマラプラ派、1803年設立）
- ラーマンニャ・ニカーヤ（ラーマンニャ派、1864年設立）

の三つの宗派に分かれているが、いずれもタイとビルマに因んでいる。
まずシャム派は、タイ（アユタヤ王朝）のマハーニカーイのウパーリ長老一行がキールティ・スリー・ラージャシンハ王によって招請され、1753年に受具式が行われたことで成立した。しかし、インド由来のカースト制が独自の形で根付いていたシンハラ人社会の混乱を懸念した王は、受具式への参加を最上位のゴイガマ（農民）カーストにしか認めなかった。このことが続くアマラプラ派成立の契機になった。
シャム派の制限を受け、非ゴイガマ・カーストの人々は、ビルマ（コンバウン王朝）の首都アマラプラへ赴き受具式を受けた。その後帰国し1803年に受具式を開始した。こうしてアマラプラ派が成立した。
カースト制限を設けるシャム派にも、村住で因習にまみれるアマラプラ派にも満足できなかったアンバガハヴァテー・サラナンカラは、独自にビルマへと赴き、受具式を受け、帰国後1864年にラーマンニャ派を設立した。森林修行、戒律重視、理想主義的な志向を特徴とする。ラーマンニャ派は、当初はアマラプラ派内の改革派といった程度の存在だったが、神智学協会がもたらしたスリランカ国内の宗教改革の波に乗って勢力を拡大した。
1881年には、スリランカへの赴任経験を持つ英国公務員リス・デービッズによって、ロンドンにパーリ聖典協会（Pali Text Society, PTS）が設立され、その刊行物によって、上座部仏教やパーリ語経典は、世界的に知られるようになった。

### 近現代
19世紀のイギリス植民地下では、シンハラ人を主体とするナショナリズムの興隆に伴って仏教が復興され、シンハラ仏教ナショナリズムが生み出され、後のタミル人との対立へと展開する要因となった。その中心となった人物はアナガーリカ・ダルマパーラであった。
スリランカの独立（当初の国名はセイロン）後、次第に北部や東部に住むタミル人との対立が深まり、民族と宗教が結びつけられて、仏教徒のシンハラ人対ヒンドゥー教徒のタミル人という言説に読みかえられてきた。双方の政治的・武力的対立は26年にわたる内戦を引き起こし、2009年に終結するまでに死者8-10万人、難民28万人という大きな犠牲を生み出した。スリランカ内戦は、宗教戦争だと明言された指摘も散見される。イリノイ大学のフランシス・ボイルは、これらはアパルトヘイト国際条約に違反する犯罪であると指摘している。